# Atletism la Jocurile Olimpice de vară din 2024 - 1.500 m (feminin)
Proba de atletism 1.500 de metri feminin de la Jocurile Olimpice de vară din 2024 a avut loc în perioada 6-10 august 2024 pe Stade de France.

## Recorduri
Înaintea acestei competiții, recordurile mondiale și olimpice erau următoarele:
| Record  | Atlet                | Timp    | Loc            | Data          |
| ------- | -------------------- | ------- | -------------- | ------------- |
| Mondial | Faith Kipyegon (ETH) | 3:49,04 | Paris, Franța  | 7 iulie 2024  |
| Olimpic | Faith Kipyegon (ETH) | 3:53,11 | Tokio, Japonia | 6 august 2021 |

## Program
Orele sunt ora Franței (UTC+1) 
| Data                    | Oră   | Etapă        |
| ----------------------- | ----- | ------------ |
| Marți, 6 august 2024    | 10:05 | Primul tur   |
| Miercuri, 7 august 2024 | 12:45 | Recalificări |
| Joi, 8 august 2024      | 19:35 | Semifinale   |
| Sâmbătă, 10 august 2024 | 20:50 | Finala       |

## Rezultate

### Primul tur
S-au calificat în semifinale primele șase atlete din fiecare serie (C). Toate celelalte au avansat în runda de recalificări.

#### Seria 1
| Loc | Atletă               | Țară                       | Timp    | Note |
| --- | -------------------- | -------------------------- | ------- | ---- |
| 1   | Gudaf Tsegay         | Etiopia                    | 3:58,84 | C    |
| 2   | Laura Muir           | Marea Britanie             | 3:58,91 | C    |
| 3   | Susan Ejore          | Kenya                      | 3:59,01 | C    |
| 4   | Georgia Griffith     | Australia                  | 3:59,22 | C    |
| 5   | Agathe Guillemot     | Franța                     | 3:59,22 | C    |
| 6   | Emily Mackay         | Statele Unite ale Americii | 3:59,63 | C    |
| 7   | Sophie O'Sullivan    | Irlanda                    | 4:00,23 | PB   |
| 8   | Sintayehu Vissa      | Italia                     | 4:00,69 | PB   |
| 9   | Águeda Marqués       | Spania                     | 4:01,60 | PB   |
| 10  | Lucia Stafford       | Canada                     | 4:02,22 | SB   |
| 11  | Nozomi Tanaka        | Japonia                    | 4:04,28 | c    |
| 12  | Vera Hoffmann        | Luxemburg                  | 4:07,64 |      |
| 13  | Adelle Tracey        | Jamaica                    | 4:09,33 | SB   |
| 14  | Aleksandra Płocińska | Polonia                    | 4:10,12 |      |
| 15  | Joselyn Brea         | Venezuela                  | 4:13,77 |      |

#### Seria 2
| Loc | Atletă              | Țară                       | Timp    | Note  |
| --- | ------------------- | -------------------------- | ------- | ----- |
| 1   | Diribe Welteji      | Etiopia                    | 3:59,73 | C     |
| 2   | Georgia Bell        | Marea Britanie             | 4:00,29 | C     |
| 3   | Nikki Hiltz         | Statele Unite ale Americii | 4:00,42 | C     |
| 4   | Faith Kipyegon      | Kenya                      | 4:00,74 | C     |
| 5   | Weronika Lizakowska | Polonia                    | 4:01,54 | C, PB |
| 6   | Maia Ramsden        | Noua Zeelandă              | 4:02,83 | C     |
| 7   | Sarah Healy         | Irlanda                    | 4:02,91 |       |
| 8   | Linden Hall         | Australia                  | 4:03,89 |       |
| 9   | Simone Plourde      | Canada                     | 4:06,59 |       |
| 10  | Esther Guerrero     | Spania                     | 4:06,60 |       |
| 11  | Nele Weßel          | Germania                   | 4:08,55 |       |
| 12  | Sara Lappalainen    | Finlanda                   | 4:08,66 |       |
| 13  | Yume Goto           | Japonia                    | 4:09,41 | PB    |
| 14  | Federica del Buono  | Italia                     | 4:10,14 |       |
| 15  | María Pía Fernández | Uruguay                    | 4:19,30 |       |

#### Seria 3
| Loc | Atletă                 | Țară                           | Timp    | Note  |
| --- | ---------------------- | ------------------------------ | ------- | ----- |
| 1   | Nelly Chepchirchir     | Kenya                          | 4:02,67 | C     |
| 2   | Jessica Hull           | Australia                      | 4:02,70 | C     |
| 3   | Elle St. Pierre        | Statele Unite ale Americii     | 4:03,22 | C     |
| 4   | Klaudia Kazimierska    | Polonia                        | 4:03,49 | C     |
| 5   | Salomé Afonso          | Portugalia                     | 4:04,42 | C, PB |
| 6   | Marta Pérez            | Spania                         | 4:04,94 | C     |
| 7   | Kristiina Sasínek Mäki | Cehia                          | 4:06,97 |       |
| 8   | Revée Walcott-Nolan    | Marea Britanie                 | 4:06,44 |       |
| 9   | Elise Vanderelst       | Belgia                         | 4:06,95 |       |
| 10  | Winnie Nanyondo        | Uganda                         | 4:07,06 |       |
| 11  | Birke Haylom           | Etiopia                        | 4:07,15 |       |
| 12  | Kate Current           | Canada                         | 4:09,81 |       |
| 13  | Ludovica Cavalli       | Italia                         | 4:11,68 |       |
| 14  | Farida Abaroge         | Echipa Olimpică a Refugiaților | 4:29,27 | SB    |

### Recalificări
S-au calificat în semifinale primele trei atlete din fiecare cursă (C).

#### Seria 1
| Loc | Atletă             | Țară                           | Timp    | Note |
| --- | ------------------ | ------------------------------ | ------- | ---- |
| 1   | Birke Haylom       | Etiopia                        | 4:01,47 | C    |
| 2   | Ludovica Cavalli   | Italia                         | 4:02,46 | C    |
| 3   | Esther Guerrero    | Spania                         | 4:03,15 | C    |
| 4   | Sophie O'Sullivan  | Irlanda                        | 4:03,73 |      |
| 5   | Lucia Stafford     | Canada                         | 4:04,26 |      |
| 6   | Joselyn Brea       | Venezuela                      | 4:05,93 |      |
| 7   | Federica del Buono | Italia                         | 4:06,00 |      |
| 8   | Winnie Nanyondo    | Uganda                         | 4:06,35 |      |
| 9   | Nele Weßel         | Germania                       | 4:07,22 |      |
| 10  | Kate Current       | Canada                         | 4:08,91 |      |
| 11  | Yume Goto          | Japonia                        | 4:10,40 |      |
| 12  | Farida Abaroge     | Echipa Olimpică a Refugiaților | 4:30,53 |      |
|     | Sara Lappalainen   | Finlanda                       |         | NS   |

#### Seria 2
| Loc | Atletă                 | Țară           | Timp    | Note |
| --- | ---------------------- | -------------- | ------- | ---- |
| 1   | Sintayehu Vissa        | Italia         | 4:06,71 | C    |
| 2   | Revée Walcott-Nolan    | Marea Britanie | 4:06,73 | C    |
| 3   | Águeda Marqués         | Spania         | 4:07,05 | C    |
| 4   | Sarah Healy            | Irlanda        | 4:07,60 |      |
| 5   | Kristiina Sasínek Mäki | Cehia          | 4:07,80 |      |
| 6   | Simone Plourde         | Canada         | 4:08,49 |      |
| 7   | Elise Vanderelst       | Belgia         | 4:08,86 |      |
| 8   | Linden Hall            | Australia      | 4:09,05 |      |
| 9   | Aleksandra Płocińska   | Polonia        | 4:09,47 |      |
| 10  | Vera Hoffmann          | Luxemburg      | 4:11,28 |      |
| 11  | Adelle Tracey          | Jamaica        | 4:14,52 |      |
| 12  | María Pía Fernández    | Uruguay        | 4:16,46 |      |

### Semifinale
S-au calificat în finală primele șase atlete din fiecare semifinală (C). 

#### Semifinala 1
| Loc | Atletă              | Țară                       | Timp    | Note  |
| --- | ------------------- | -------------------------- | ------- | ----- |
| 1   | Faith Kipyegon      | Kenya                      | 3:58,64 | C     |
| 2   | Georgia Bell        | Marea Britanie             | 3:59,49 | C     |
| 3   | Elle St. Pierre     | Statele Unite ale Americii | 3:59,74 | C     |
| 4   | Laura Muir          | Marea Britanie             | 3:59,83 | C     |
| 5   | Klaudia Kazimierska | Polonia                    | 4:00,21 | C, PB |
| 6   | Águeda Marqués      | Spania                     | 4:01,90 | C     |
| 7   | Esther Guerrero     | Spania                     | 4:01,94 |       |
| 8   | Maia Ramsden        | Noua Zeelandă              | 4:02,20 | RN    |
| 9   | Georgia Griffith    | Australia                  | 4:02,69 |       |
| 10  | Birke Haylom        | Etiopia                    | 4:03,11 |       |
| 11  | Nelly Chepchirchir  | Kenya                      | 4:03,24 |       |
| 12  | Ludovica Cavalli    | Italia                     | 4:03,59 |       |

#### Semifinala 2
| Loc | Atletă              | Țară                       | Timp    | Note  |
| --- | ------------------- | -------------------------- | ------- | ----- |
| 1   | Diribe Welteji      | Etiopia                    | 3:55,10 | C     |
| 2   | Jessica Hull        | Australia                  | 3:55,40 | C     |
| 3   | Nikki Hiltz         | Statele Unite ale Americii | 3:56,17 | C     |
| 4   | Gudaf Tsegay        | Etiopia                    | 3:56,41 | C     |
| 5   | Susan Ejore         | Kenya                      | 3:56,57 | C, PB |
| 6   | Agathe Guillemot    | Franța                     | 3:56,69 | C, RN |
| 7   | Weronika Lizakowska | Polonia                    | 3:57,31 | RN    |
| 8   | Marta Pérez         | Spania                     | 3:57,75 | RN    |
| 9   | Revée Walcott-Nolan | Marea Britanie             | 3:58,08 | PB    |
| 10  | Sintayehu Vissa     | Italia                     | 3:58,11 | RN    |
| 11  | Nozomi Tanaka       | Japonia                    | 3:59,70 | SB    |
| 12  | Salomé Afonso       | Portugalia                 | 3:59,96 | PB    |
| 13  | Emily Mackay        | Statele Unite ale Americii | 4:02,03 |       |

### Finala
| Loc | Atletă                  | Țară                       | Timp    | Note |
| --- | ----------------------- | -------------------------- | ------- | ---- |
| 1   | Faith Kipyegon          | Kenya                      | 3:51,29 | RO   |
| 2   | Jessica Hull            | Australia                  | 3:52,56 |      |
| 3   | Georgia Bell            | Marea Britanie             | 3:52,61 | RN   |
| 4   | Diribe Welteji          | Etiopia                    | 3:52,75 | PB   |
| 5   | Laura Muir              | Marea Britanie             | 3:53,37 | PB   |
| 6   | Susan Ejore             | Kenya                      | 3:56,07 | PB   |
| 7   | Nikki Hiltz             | Statele Unite ale Americii | 3:56,38 |      |
| 8   | Elle Purrier St. Pierre | Statele Unite ale Americii | 3:57,52 |      |
| 9   | Agathe Guillemot        | Franța                     | 3:59,08 |      |
| 10  | Klaudia Kazimierska     | Polonia                    | 4:00,12 | PB   |
| 11  | Águeda Marqués          | Spania                     | 4:00,31 | PB   |
| 12  | Gudaf Tsegay            | Etiopia                    | 4:01,27 |      |